# Marquise de Merteuil
La marquise de Merteuil est l'un des personnages du roman épistolaire Les Liaisons dangereuses de Pierre Choderlos de Laclos. Femme d'une grande beauté, manipulatrice et orgueilleuse, elle est une libertine dans l'âme. Dans ses lettres adressées au vicomte de Valmont, elle expose les règles du libertinage dans la noblesse française de la fin du XVIIIe siècle. Elle donne des instructions au vicomte afin d'assouvir une vengeance personnelle envers le comte de Gercourt, un ancien amant qui s'est détourné d'elle.

## Description
La marquise de Merteuil est veuve, ce qui lui permet d'être libertine. La Lettre 81 dresse une autobiographie dans laquelle elle raconte la manière dont déjà à l'orée de l'enfance et de l'adolescence, elle possédait une intelligence désarmante pour pénétrer les secrets qu'on cherchait à lui dissimuler et à saisir sans en comprendre encore toutes les ficelles, tous les ressorts hypocrites de la mondanité. Cette femme est le pendant maléfique mais aussi intelligent de Cécile de Volanges, bonne mais sans consistance et plutôt sotte. C'est avec humour que Laclos insère des éléments de bisexualité de la part de la marquise envers Cécile (Lettres 20 et 63, notamment), mais plus amusant encore, de la part de Cécile, qui ne comprend guère la différence entre le désir et l'amour. Sa relation à Valmont est l'illustration d'une complicité intellectuelle, narcissique et séductrice telle qu'il en apparaît fort rarement dans la littérature universelle. Supérieure à son confident, elle en éprouve, en découvrant peu à peu cet aspect, à la fois de la fierté et de la tristesse. Son intelligence, son esprit froid et calculateur mais qui est continuellement animé par une passion brûlante et dévorante - celle de la chair, de la séduction, du plaisir en tous sens - font d'elle une des individualités les plus fascinantes, au regard d'un imaginaire fantasmatique masculin, qui aient jamais été créées par un écrivain[réf. nécessaire]. Son libertinage à elle n'est pas un jeu, c'est une façon de croire devenir égale aux hommes. Elle exècre l'amour car cela permet aux hommes d'exercer un pouvoir sur les femmes. Elle est contre les sentiments et n'hésite pas à se faire pion des fantasmes masculins, mettant à disposition d'hommes plus âgés la toute jeune Cécile de Volange. En cela elle est une pure rationaliste (même pendant sa première fois, elle dit analyser chaque mouvement : lettre LXXXI). Pourtant, rien n'est fait sans plaisir ni sans désespoir par la marquise. Un certain hédonisme envahit toutes ses lettres : le plaisir de la supériorité, celui de faire souffrir, mais surtout celui de jouir, de sa chair et de son machiavélisme. Le plaisir d'écrire. La Raison est en elle au service de la Passion, tout en étant parfaitement maîtrisée.

## L'apprentissage libertin
Mme de Merteuil est une autodidacte. Très jeune, elle refuse sa condition de femme « vouée par état au silence et à l'inaction » (lettre LXXXI) et choisit la voie du libertinage. Pour cela elle entreprend sur elle un véritable travail de contrôle de ses sentiments : personne ne doit avoir accès à ses pensées (ainsi, elle apprend à contrôler les expressions de son visage au moyen d'exercices parfois cruels ; un épisode en particulier est décrit dans la lettre 81, dans laquelle elle raconte comment elle s'entraîne à garder une expression joyeuse tout en se faisant mal). Elle obtient rapidement un grand succès auprès d'un certain milieu de la noblesse et décide d'approfondir sa science pour pouvoir manipuler les autres. Elle fait souvent usage d'un registre épique (tyran, idoles) pour suggérer cette force divine dont elle est capable. Ridiculisée et anéantie à jamais par la révélation de sa nature libertine, cruelle et amorale que fera d'elle Valmont lorsque, son combat achevé, il donnera toute sa correspondance à Danceny, Mme de Merteuil devra se retirer à jamais des salons. Elle finira ses jours en Hollande, défigurée par la petite vérole. Elle incarne ainsi la Chute réservée au Mythe Féminin, celui de la séductrice brillante et presque maléfique par sa manipulation d'autrui - celle qui, pour les bons soins hypocrites d'une morale de façade, trompe son monde jusqu'à sa chute ; mais doit finir châtiée et vaincue.

## Relation à l'autre
La faculté qu'a acquise Merteuil à manipuler les autres se ressent dans toute sa correspondance. Elle joue avec les sentiments de chacun, s'amuse à déshonorer ses amants, méprise les autres femmes etc. Cette libertine n'est jamais sincère, sauf avec un seul personnage, son ami et ancien amant, le vicomte de Valmont. Ces personnages ont tissé une relation particulière : ils sont libertins, intelligents, manipulateurs, méprisent les autres et sont tous deux extrêmement orgueilleux. En se confiant l'un à l'autre, ils ont développé une forte complicité. Celle-ci demeurera toutefois teintée de rivalité. Au cours du roman, la rivalité va s'intensifier, pour se terminer en véritable guerre. Les Lettres 4 et 131 laissent sous-entendre une tendresse et un amour qui ne s'avouent que difficilement.
Tout au long du roman, il est question de relation amoureuse ; chaque couple est représentatif d'un modèle : relation passionnelle (Valmont-Tourvel), ou complice et conflictuelle (Merteuil-Valmont).

## Incarnations à l'écran
Le personnage a entre autres été incarné :
- en 1959, dans Les Liaisons dangereuses 1960 de Roger Vadim, par Jeanne Moreau ;
- en 1980, dans Les Liaisons dangereuses de Claude Barma, par Claude Degliame ;
- en 1980, dans Nebezpecné známosti de Miloslav Luther, par Emília Vášáryová ;
- en 1988, dans Les Liaisons dangereuses de Stephen Frears, par Glenn Close ;
- en 1989, dans Valmont de Miloš Forman, par Annette Bening ;
- en 1994, dans Les Liaisons dangereuses de Gary Halvorson, par Frederica von Stade ;
- en 1999, dans Sexe Intentions (Cruel Intentions ) de Roger Kumble, par Sarah Michelle Gellar ;
- en 2001, dans Sexe Intentions 2 (Cruel Intentions 2) de Roger Kumble, par Amy Adams ;
- en 2003, dans Les Liaisons dangereuses de Josée Dayan, par Catherine Deneuve ;
- en 2024, dans Cruel Intentions par Sarah Catherine Hook.

## Au théâtre
En 2023, Marjorie Frantz écrit une pièce dénommée Merteuil, située 15 ans après les événements des Liaisons dangereuses. Dans cette œuvre, elle interprète sur scène la marquise, invitée par un autre personnage à revenir sur leurs rôles respectifs.

## Mentions dans la culture populaire
- L'attitude aristocratique et maniérée de la marquise est parodiée par Bernard Campan du trio comique Les Inconnus.dans le clip "Les liaisons vachement dangereuses"[3].